# Godzilla Minus One
Godzilla Minus One (ゴジラ-1.0?, Gojira Mainasu Wan) è un film kaijū giapponese del 2023 scritto e diretto da Takashi Yamazaki, il quale ne ha anche curato gli effetti speciali come co-effettista.
Prodotto da Toho Studios e Robot Communications e distribuito da Toho, è il 37° film del franchise di Godzilla, il 33° film di Godzilla di Toho e il quinto film dell'era Reiwa del franchise. Il film è interpretato da Ryūnosuke Kamiki, Minami Hamabe, Yuki Yamada, Munetaka Aoki, Hidetaka Yoshioka, Sakura Andō e Kuranosuke Sasaki. Nel film, il Giappone del dopoguerra si occupa dell'emergere di Godzilla.
In seguito all'uscita del suo film Arukimedesu no taisen (2019), Yamazaki è stato incaricato di realizzare un film di Godzilla. Nei tre anni successivi ha scritto la sceneggiatura, ispirandosi al film originale di Godzilla del 1954, a Gojira Mosura King Gidora - Daikaijū sōkōgeki (2001), a Lo squalo (1975) e ai film di Hayao Miyazaki. Yamazaki aveva già rappresentato Godzilla in Always: Zoku san-chôme no yûhi (2007) e in una giostra del 2021 nel parco divertimenti Seibu-en.
L'anteprima sul tappeto rosso si è tenuta allo Shinjuku Toho Building il 18 ottobre 2023 come film di chiusura al 36° Tokyo International Film Festival. Toho lo ha distribuito nelle sale cinematografiche in Giappone il 3 novembre, la stessa data dell'uscita del primo film di Godzilla nel 1954, per celebrare il 70º anniversario del franchise. Ha vinto ai Premi Oscar 2024 nella categoria migliori effetti speciali, divenendo il primo film di Godzilla a ricevere tale premio, nonché anche il primo film non in lingua inglese a vincere la statuetta.

## Trama
Nel 1945, verso la fine della seconda guerra mondiale, il pilota kamikaze Kōichi Shikishima finge problemi tecnici con il suo aereo Mitsubishi A6M Zero e atterra sull'isola di Odo. Il capo meccanico Tachibana lascia intendere che Shikishima sia fuggito dal suo dovere. Quella notte, una creatura simile a un dinosauro, Godzilla, attacca la base. Shikishima sale sul suo aereo, ma non riesce a sparare al mostro e perde i sensi. Si sveglia e apprende che l'unico altro sopravvissuto è Tachibana, che incolpa Shikishima per non aver agito.

I test nucleari dell'operazione Crossroads che hanno portato alla mutazione di Godzilla nel film.

Nel 1946, Shikishima torna a casa e scopre che i suoi genitori sono rimasti uccisi nei bombardamenti di Tokyo. Afflitto dalla sindrome del sopravvissuto, lavora come dragamine sulla piccola barca Shinsei Maru e inizia a sostenere una donna, Noriko Ōishi, i cui genitori sono morti anche loro nel bombardamento, e una bambina orfana, Akiko, che Noriko ha salvato.
Nello stesso anno, i test militari nucleari statunitensi sull'atollo di Bikini causano la mutazione e il conseguente potenziamento di Godzilla. La creatura distrugge diverse navi da guerra statunitensi e si dirige verso il Giappone. Gli USA rifiutano di aiutare, a causa delle tensioni con l'Unione Sovietica.
Nel maggio 1947, l'equipaggio della Shinsei Maru si imbatte in Godzilla diretto verso il Giappone: Shikishima prova a colpirlo con delle mine, ma il mostro riesce a rigenerare i propri tessuti guarendo rapidamente dalle ferite inflittegli. L'incrociatore pesante Takao arriva in supporto della barca e affronta Godzilla, ma viene successivamente distrutto quando Godzilla scatena il suo "raggio termico" a energia atomica.
Dopo essere tornato a Tokyo, Shikishima racconta a Noriko dell'attacco e del suo precedente incontro con Godzilla. Giorni dopo, Godzilla approda in Giappone attaccando Ginza, dove lavora Noriko: Shikishima si precipita ad aiutarla e la raggiunge quando lei è appena sfuggita ad un incontro ravvicinato col mostro. I carri armati Type 4 Chi-To tentano di ingaggiare Godzilla, ma quest'ultimo spara il suo raggio termico che provoca una grande esplosione nucleare, uccidendo decine di migliaia di persone; durante il boato sprigionato dall'esplosione, Noriko spinge Shikishima in un vicolo salvandolo, mentre lei scompare fra le macerie. Devastato dalla perdita di Noriko, Shikishima giura vendetta contro Godzilla.
Godzilla se ne va, ma ci si aspetta un suo ritorno; il governo si rifiuta di fare di più per prevenire un altro attacco. Uno dei membri dell'equipaggio del dragamine, l'ex ingegnere navale Kenji Noda, progetta di distruggere Godzilla circondandolo con serbatoi di freon e distruggendoli, abbassando così la galleggiabilità dell'acqua e affondandolo a una profondità di 1.500 metri, lasciando che la pressione risultante lo schiacci. Se il piano dovesse fallire, dei grandi materassi verranno gonfiati sotto Godzilla per costringerlo a risalire in superficie, uccidendolo attraverso una decompressione esplosiva. Noda recluta privati cittadini, per lo più ex membri della Marina, per attuare il suo piano; Shikishima recluta Tachibana, il meccanico con cui ha combattuto, per riparare un caccia Kyūshū J7W Shinden in panne: Shikishima intende infatti volare nella bocca di Godzilla per far lì esplodere una carica esplosiva all'interno dell'aereo nel tentativo di distruggere il mostro dall'interno, e per questo lascia la piccola Akiko alle cure della sua vicina di casa Sumiko.
Godzilla riemerge e Shikishima lo attira nella trappola. Dopo che Godzilla è stato indotto con l'inganno a distruggere due cacciatorpediniere senza pilota con il suo raggio termico, le due navi rimanenti si avvicinano e lo avvolgono nelle boe. Godzilla viene quindi trascinato con successo fino a -1.500 metri, ma sopravvive. Le sacche gonfiabili si attivano, riportando rapidamente Godzilla fino a -800 metri, ma ancora sopravvive e riesce a liberarsi. Due navi tentano di trascinare Godzilla in superficie, ma non hanno abbastanza potenza, dunque una flotta di rimorchiatori presta loro la propria assistenza e Godzilla viene portato in superficie. Ancora vivo e infuriato, Godzilla si prepara a distruggere tutte le navi con il suo raggio termico, ma Shikishima fa volare l'aereo esplosivo nella bocca di Godzilla: l'aereo esplode, distruggendo la testa di Godzilla e facendo sì che l'energia del suo raggio termico ne laceri il corpo. Shikishima però non è morto: preparando l'aereo, Tachibana lo aveva implorato di lasciare andare il suo senso di colpa del sopravvissuto e di usare il seggiolino eiettabile, scegliendo di vivere. L'equipaggio festeggia Shikishima lanciatosi col paracadute.
Shikishima riceve un telegramma e si dirige all'ospedale con Akiko: lì si riuniscono con Noriko, che è sopravvissuta alla distruzione, ma ha un segno nero che le striscia lungo il collo. Nel frattempo, un pezzo del corpo di Godzilla che affonda nell'oceano inizia a rigenerarsi.

## Personaggi
- Ryūnosuke Kamiki interpreta Kōichi Shikishima: un ex pilota kamikaze[7]
- Minami Hamabe interpreta Noriko Ōishi: una giovane donna che trova Akiko, una bambina abbandonata, e si lega a Shikishima
- Yūki Yamada interpreta Shirō Mizushima: un giovane membro dell'equipaggio a bordo della Shinsei Maru
- Munetaka Aoki interpreta Sōsaku Tachibana: un ex tecnico del servizio aeronautico della Marina
- Hidetaka Yoshioka interpreta Kenji Noda: un ex ingegnere della Marina
- Sakura Andō interpreta Sumiko Ōta: la vicina di casa di Shikishima
- Kuranosuke Sasaki interpreta Yōji Akitsu: capitano della nave Shinsei Maru
- Mio Tanaka interpreta Tatsuo Hotta: capitano della Yukikaze
- Sae Nagatani interpreta Akiko: la bambina abbandonata trovata da Noriko e cresciuta come una figlia adottiva da lei e Shikishima

## Produzione

### Sviluppo
Dopo l'uscita del reboot del 2016 di Toho Shin Godzilla, il co-regista Shinji Higuchi ha dichiarato alla fan convention statunitense G-Fest che Toho non avrebbe potuto produrre un altro film di Godzilla fino a dopo il 2020; ciò era dovuto al loro contratto con Legendary Pictures, che stava producendo i propri film di Godzilla, il quale proibisce a Toho di rilasciare i loro potenziali film di Godzilla nello stesso anno dei film di Legendary. Nel 2018, il dirigente di Toho Keiji Ota ha rivelato che Shin Godzilla non avrebbe ricevuto un sequel e ha espresso interesse per una potenziale serie di Godzilla con un universo condiviso simile al Marvel Cinematic Universe.
Nel 2019 in seguito all'uscita del suo film Arukimedesu no taisen, il rinomato regista Takashi Yamazaki è stato chiamato a realizzare un film di Godzilla. Ha iniziato a preparare il progetto e inizialmente ha trascorso un anno a sviluppare la sceneggiatura. Tuttavia la pandemia di COVID-19 ha costretto la troupe a posticipare le riprese per alcuni anni, portando la sceneggiatura a essere riscritta più volte nel corso di tre anni.
Godzilla Minus One segna la terza volta che Yamazaki lavora ad una produzione che utilizza Godzilla. La prima volta è stata con Always: Zoku san-chôme no yûhi (2007), che presenta il mostro nell'apertura onirica. Durante la preproduzione di Minus One, ha anche diretto e creato gli effetti per l'attrazione del simulatore di movimento Gojira za Raido: Daikaijū Chōjō Kessen (2021) del parco divertimenti Seibu-en.
Il 18 febbraio 2022, Robot Communications ha annunciato il film con il titolo provvisorio Blockbuster Monster Movie (超大作怪獣映画?, Chōtaisaku Kaijū Eiga), attraverso un'audizione per il cast riportata sul loro sito ufficiale.

### Sceneggiatura
Yamazaki ha detto che l'ansia mondiale e l'inaffidabilità del governo durante la pandemia è stata una delle sue principali ispirazioni per la storia e che sperava che questi eventi potessero venire riflessi chiaramente. Yamazaki in seguito ha rivelato di essere stato fortemente influenzato da Gojira Mosura King Gidora - Daikaijū sōkōgeki (2001) di Shusuke Kaneko — che ha citato come il suo film preferito di Godzilla — mentre scriveva la sceneggiatura di Godzilla Minus One. Alla sua proiezione, ha riflettuto in una discussione con Kaneko: «Avevo dimenticato il contenuto di GMK per un po', ma sembra che ci abbia pensato consapevolmente quando ho scritto lo scenario per -1.0. Senza rendermene conto, ero sotto notevole influenza».
Yamazaki ha dichiarato che Godzilla Minus One è stato ispirato dal film originale di Godzilla del 1954, Lo squalo di Steven Spielberg (1975), e dai film di Hayao Miyazaki. Gareth Edwards, il regista di Godzilla (2014), ha identificato i film di Spielberg Incontri ravvicinati del terzo tipo (1977) e Jurassic Park (1993), così come Dunkirk (2017) di Christopher Nolan, come altre evidenti influenze sul film.
Una trasposizione letteraria del film scritta da Yamazaki è stata pubblicata in Giappone da Shūeisha l'8 novembre 2023.

### Effetti speciali
Il kaiju è stato reso interamente in CGI.

## Promozione
Il 12 giugno 2023, l'account Twitter del film ha iniziato un conto alla rovescia giornaliero per tutti i film live-action di Godzilla sviluppati da Toho, a partire dal suo precedente film live-action Shin Godzilla. L'11 luglio, Toho ha revocato l'embargo sul suo progetto cinematografico kaiju segreto, che si è rivelato come Godzilla Minus One. Il film è stato annunciato con un teaser trailer, un poster (progettato principalmente da Yamazaki) e le date di uscita per il Giappone e gli Stati Uniti. Il merchandising per il film è stato svelato il giorno successivo con uno scatto di tutto il corpo di Godzilla.
Il 13 luglio, Tamashii ha presentato il suo giocattolo di Godzilla per la sua linea S.H. MonsterArts; il giocattolo, basato sui dati 3D del film, è stato scolpito da Yuki Sakai sotto la supervisione di Yamazaki. Una serie di prodotti in anteprima e una mostra che promuove il film erano accessibili alla mostra "The Visual World-crafting of YAMAZAKI Takashi, Film Director" a Matsumoto, città natale di Yamazaki, nella prefettura di Nagano, aperta dal 15 luglio al 29 ottobre. Una statua alta 2 metri di Godzilla è stata esposta al Summer Wonder Festival del 2023 il 30 luglio. Su richiesta di Toho, Hiroaki Fukushi ha trascorso circa un mese a creare una statua di Godzilla, soprannominata "Godzilla Neputa", per promuovere il film all'Aomori Nebuta Matsuri dal 4 all'8 agosto.
Due giorni dopo aver pubblicato un nuovo teaser, Toho ha pubblicato il suo trailer ufficiale insieme al poster dell'uscita nelle sale, al cast principale e ai membri dello staff il 4 settembre. Il 14 settembre sono state pubblicate 15 inquadrature e un'immagine di Godzilla del film; la vendita dei biglietti (tramite Mubichike Online) e i volantini per la sua uscita il 3 novembre sono diventati disponibili il giorno successivo. Il 14 settembre, SciFi Japan ha riferito che il film era rimasto il primo film di tendenza sui siti di social media in Giappone e negli Stati Uniti, con il trailer che ha accumulato oltre 9 milioni di visualizzazioni su YouTube.
Toho ha dichiarato il 16 ottobre che Godzilla Minus One sarebbe stato il primo film giapponese proiettato nel formato di pellicola panoramica a 270 gradi ScreenX.
Il 18 ottobre, Yamazaki e le star del film hanno partecipato alla sua anteprima sul tappeto rosso lungo la Godzilla Street di Kabukichō a Shinjuku; il tappeto rosso era lungo 50,1 metri, che è l'altezza fittizia di Godzilla in Godzilla Minus One.

## Distribuzione
L'anteprima sul tappeto rosso si è tenuta il 18 ottobre 2023, al teatro del Toho Cinema all'interno del Shinjuku Toho Building nel quartiere Shinjuku di Tokyo. Le prime reazioni hanno elogiato il film come un «capolavoro». È stato il film di chiusura al 36° Tokyo International Film Festival il 1º novembre 2023, dove è stato proiettato con sottotitoli in inglese. Il film è uscito a livello nazionale in Giappone il 3 novembre, per celebrare il 70º anniversario del franchise. Il film è uscito in 500 sale a livello nazionale — anche nei formati IMAX, Dolby Cinema, 4DX, MX4D e ScreenX — rendendolo una delle più grandi distribuzioni nazionali di Toho fino ad oggi. Una versione sottotitolata in inglese è stata anche distribuita in alcuni cinema giapponesi il 23 novembre.
Negli Stati Uniti è uscito il 1º dicembre 2023, e nel resto dell'Occidente a dicembre: più precisamente, in Germania, Lussemburgo, Austria, Svizzera e Liechtenstein il 1º dicembre, sia doppiato in tedesco che sottotitolato, sia in tedesco che in inglese. Altri paesi in cui il film è stato proiettato al cinema sono Francia, Spagna, Polonia, Belgio, i Paesi Bassi e i paesi Nordici.
Il film è stato distribuito in Italia come film evento, dal 1º al 6 dicembre, in versione sottotitolata, per poi venir proiettato ulteriormente fino al 13 dicembre.
Il film è stato distribuito su Netflix doppiato in lingua italiana a partire dal 1º giugno 2024.

## Accoglienza

### Incassi
Il film ha incassato 56418793 $ in Nordamerica e 59438620 $ nel resto del mondo, per un totale di 115857413 $.

### Critica
Godzilla Minus One è stato acclamato dalla critica internazionale. Sul sito aggregatore di recensioni Rotten Tomatoes il 99% delle 205 recensioni professionali è positivo, con un voto medio di 8.5 su 10; il consenso critico del sito recita: "Con coinvolgenti storie umane che ancorano l'azione, Godzilla Minus One è un film di kaijū che resta davvero avvincente anche tra le scene di distruzione di massa". Su Metacritic il punteggio medio è di 81 su 100, basato su 34 critici. Su CinemaScore ha ottenuto come voto una A, mentre su PostTrak ottiene il 92% di giudizi positivi.

## Riconoscimenti
- 2024 – Premio Oscar[65]
  - Migliori effetti speciali a Takashi Yamazaki, Kiyoko Shibuya, Masaki Takahashi e Tatsuji Nojima